# Jerusalemský ostrov

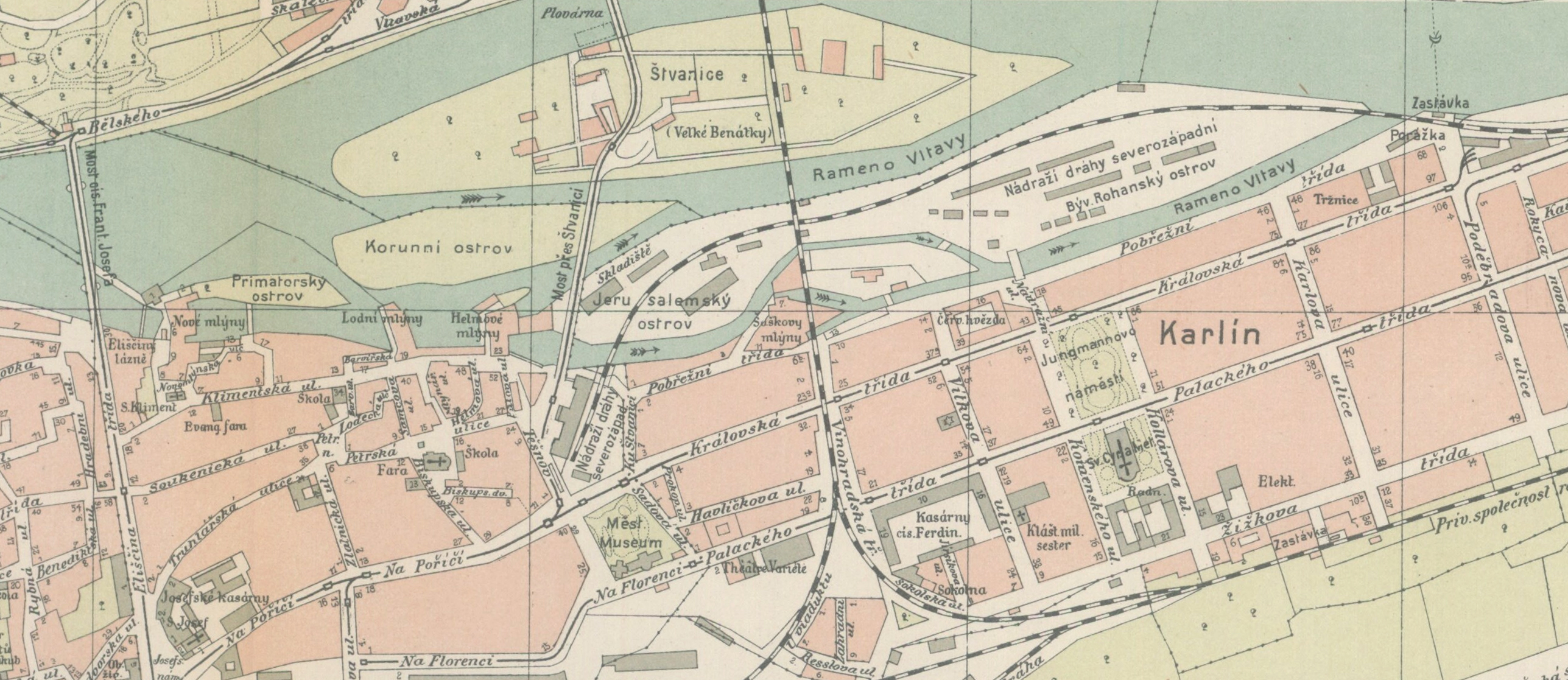
Vltava u Karlína kolem roku 1910

Jerusalemský ostrov byl asi do roku 1900 samostatný vltavský ostrov v Praze mezi dnešním Hlávkovým mostem a Negrelliho viaduktem. Jeho území patří dnes ke Karlínu.
Základem ostrova byl nános vzniklý při velké povodni roku 1432. Svůj původní název „Vrbový ostrov“ získal v 15. století podle vrbového proutí, které na něm rostlo. V roce 1800 zde postavil Mojžíš Jerusalem bělidlo pro kartounku v Růžodolu. Kolem roku 1900 byl ostrov spojen s  Rohanským ostrovem. Tou dobou přes ostrov také vedl provizorní štvanický most.

## Další názvy
- Vrbový ostrov
- Křenový ostrov
- Růžodolský ostrov